# تيم ستاوبلي
تيم ستاوبلي هو لاعب كرة قدم سويسري في مركز الوسط، ولد في 16 أبريل 2000 في بيوشس سانت غالن في سويسرا. لعب مع نادي سانت غالن.

## وصلات خارجية
- تيم ستاوبلي على موقع قاعدة بيانات كرة القدم.إي يو (الإنجليزية)
- تيم ستاوبلي على موقع Soccerway.com (الإنجليزية)
- تيم ستاوبلي على موقع عالم كرة القدم.نت (الإنجليزية)